# مرکز هوایی اواکیی
مرکز هوایی اواکیی (به انگلیسی: Oakey Army Aviation Centre) یک فرودگاه نظامی با کد یاتا OKY است که یک باند فرود آسفالت دارد و طول باند آن ۹۱۴ متر است. این فرودگاه در کشور استرالیا قرار دارد و در ارتفاع ۴۳۷ متری از سطح دریا واقع شده‌است.